# North Charleston Coliseum
North Charleston Coliseum är en inomhusarena som ligger i North Charleston, South Carolina i USA. Den har en publikkapacitet på mellan 10 537 och 13 295 åskådare beroende på arrangemang. Bygget av arenan inleddes den 29 april 1991 och invigningen skedde den 29 januari 1993. Inomhusarenan används som hemmaarena för ishockeylaget South Carolina Stingrays.